# Amphoe In Buri
Amphoe In Buri (Thai: อำเภอ อินทร์บุรี) ist der nördlichste Landkreis (Amphoe – Verwaltungs-Distrikt) der Sing Buri. Die Provinz Sing Buri liegt in der Zentralregion von Thailand.

## Geographie
Benachbarte Distrikte (von Norden im Uhrzeigersinn):  Amphoe Takhli der Provinz Nakhon Sawan, Amphoe Ban Mi der Provinz Lop Buri, Amphoe Mueang Sing Buri und Amphoe Bang Rachan der Provinz Sing Buri sowie die Amphoe Sapphaya und Sankhaburi der Provinz Chai Nat.

## Geschichte
In Buri war in der Vergangenheit eine der größten Stadt-Staaten (Mueang) Siams. Sie wurde 1369 in der Regierungszeit von König Ramesuan gegründet. Im Königreich Ayutthaya war der Gouverneur von In Buri immer ein Mitglied der königlichen Familie, da In Buri die nördliche Grenzstadt des Königreichs war.
1895, während der Thesaphiban -Verwaltungs-Reform, stufte König Chulalongkorn (Rama V.) In Buri herab zu einem Teil von Sing Buri. Später wurde sie zu einem Landkreis der Provinz Sing Buri.

## Verwaltung

### Provinzverwaltung
Der Landkreis In Buri ist in zehn Tambon („Unterbezirke“ oder „Gemeinden“) eingeteilt, die sich weiter in 105 Muban („Dörfer“) unterteilen.
| Nr.  | Name        | Thai   | Muban | Einw.  |
| ---- | ----------- | ------ | ----- | ------ |
| 01.  | In Buri     | อินทร์บุรี | 10    | 10.323 |
| 02.  | Prasuk      | ประศุก  | 11    | 06.186 |
| 03.  | Thap Ya     | ทับยา   | 12    | 06.055 |
| 04.  | Ngio Rai    | งิ้วราย  | 10    | 05.549 |
| 05.  | Chi Nam Rai | ชีน้ำร้าย | 08    | 04.124 |
| 06.  | Tha Ngam    | ท่างาม  | 11    | 05.283 |
| 07.  | Nam Tan     | น้ำตาล  | 10    | 03.540 |
| 08.  | Thong En    | ทองเอน | 15    | 07.844 |
| 09.  | Huai Chan   | ห้วยชัน  | 10    | 05.013 |
| 010. | Pho Chai    | โพธิ์ชัย  | 08    | 02.459 |

### Lokalverwaltung
Es gibt zwei Kommunen mit „Kleinstadt“-Status (Thesaban Tambon) im Landkreis:
- Thap Ya (Thai: เทศบาลตำบลทับยา) bestehend aus dem kompletten Tambon Thap Ya.
- In Buri (Thai: เทศบาลตำบลอินทร์บุรี) bestehend aus Teilen des Tambon In Buri.

Außerdem gibt es neun „Tambon-Verwaltungsorganisationen“ (องค์การบริหารส่วนตำบล – Tambon Administrative Organizations, TAO)
- In Buri (Thai: องค์การบริหารส่วนตำบลอินทร์บุรี) bestehend aus Teilen des Tambon In Buri.
- Prasuk (Thai: องค์การบริหารส่วนตำบลประศุก) bestehend aus dem kompletten Tambon Prasuk.
- Ngio Rai (Thai: องค์การบริหารส่วนตำบลงิ้วราย) bestehend aus dem kompletten Tambon Ngio Rai.
- Chi Nam Rai (Thai: องค์การบริหารส่วนตำบลชีน้ำร้าย) bestehend aus dem kompletten Tambon Chi Nam Rai.
- Tha Ngam (Thai: องค์การบริหารส่วนตำบลท่างาม) bestehend aus dem kompletten Tambon Tha Ngam.
- Nam Tan (Thai: องค์การบริหารส่วนตำบลน้ำตาล) bestehend aus dem kompletten Tambon Nam Tan.
- Thong En (Thai: องค์การบริหารส่วนตำบลทองเอน) bestehend aus dem kompletten Tambon Thong En.
- Huai Chan (Thai: องค์การบริหารส่วนตำบลห้วยชัน) bestehend aus dem kompletten Tambon Huai Chan.
- Pho Chai (Thai: องค์การบริหารส่วนตำบลโพธิ์ชัย) bestehend aus dem kompletten Tambon Pho Chai.